# Konfrontasi
Die Konfrontasi (indonesisch/malaysisch für Konfrontation) war ein Konflikt zwischen Indonesien und Malaysia, der von 1963 bis 1966 dauerte. Auslöser des Konfliktes war die Gründung des Staates Malaysia im Jahr 1963, welche vom damaligen indonesischen Präsidenten Sukarno nicht hingenommen wurde. Demgegenüber standen die Staaten des Commonwealth, insbesondere das  Vereinigte Königreich, Australien und Neuseeland unter Berufung auf das Anglo-Malayan Defence Agreement dem jungen Staat Malaysia militärisch bei. Das Ende der Konfrontasi kam 1966, als nach dem Massaker in Indonesien 1965–1966 Suharto nach und nach de facto die Macht in Indonesien übernahm.

## Hintergrund
Indonesien war unter dem Namen Niederländisch-Indien seit dem Jahr 1800 eine Kolonie der Niederlande. Die Gebiete Malaysias sowie das Sultanat Brunei dagegen waren in unterschiedlicher Form Teil des britischen Empire. Während des Zweiten Weltkrieges wurden sowohl die niederländischen als auch die britischen Besitzungen vom Japanischen Kaiserreich besetzt. 
In der nach dem Ende des Krieges einsetzenden Staatsbildungsphase erklärte Indonesien bereits 1945 seine Unabhängigkeit, musste diese jedoch 1947/48 im Niederländisch-Indonesischen Krieg gewaltsam gegen die auf eine Rückkehr zum Kolonialverhältnis bestehenden Niederlande verteidigen. Großbritannien dagegen gab seinen Kolonialanspruch freiwillig auf. Ein erster Schritt war am 31. August 1957 die Unabhängigkeitserklärung der Föderation Malaya. Die drei auf Borneo gelegenen Gebiete Sarawak, Sabah und Brunei sowie die an der Südspitze der malaiischen Halbinsel gelegene Inselstadt Singapur blieben zunächst in britischer Hand, jedoch wurde ihre Vereinigung mit der Föderation Malaya bereits in Betracht gezogen. Ein offizieller Vorschlag für dieses Unterfangen wurde am 27. Mai 1962 öffentlich gemacht.
Sukarno, der Präsident Indonesiens, signalisierte zunächst durchaus Unterstützung für dieses Vorhaben, sein Außenminister Subandrio verkündete im Oktober 1962, Indonesien habe keinerlei territoriale Ansprüche auf die britischen Teile Borneos.

## Putsch in Brunei
Am 8. Dezember 1962 kam es in Brunei zu einem Putschversuch. Eine etwa 4.000 Mann starke Miliz griff Polizei- und Militärstationen in Brunei an und versuchte, das seit 1959 existierende Parlament Bruneis zu stürmen sowie zum Sultan von Brunei vorzudringen. Ihr Vorhaben war, den Sultan davon zu überzeugen, die drei auf Borneo gelegenen Gebiete nicht als Einzelstaaten in die Föderation Malaysia zu integrieren, sondern einen gemeinsamen Staat Nordborneo zu bilden, um sich so vor einer politischen Dominanz durch die malaiische Halbinsel zu schützen. Sie griffen auch Polizeistationen in Sarawak und Sabah an. Die britische Armee entsandte Einheiten aus Singapur, welche die Miliz bis zum 17. Dezember zurückschlugen. Die Einstellung Indonesiens zu Malaysia änderte sich nach diesem Putschversuch schlagartig. Aus noch nicht vollständig geklärten Gründen lehnte Indonesien die Bildung Malaysias nun kategorisch ab. Auch für Brunei hatte dieses Ereignis nachhaltige Folgen, da es sich nun endgültig entschied, weder einem Zusammenschluss mit der Föderation Malaya noch der Bildung eines Staates Nordborneo zuzustimmen, sondern als autonomes Protektorat weiterhin unter britischer Oberherrschaft zu verbleiben.

## Beginn der Konfrontation

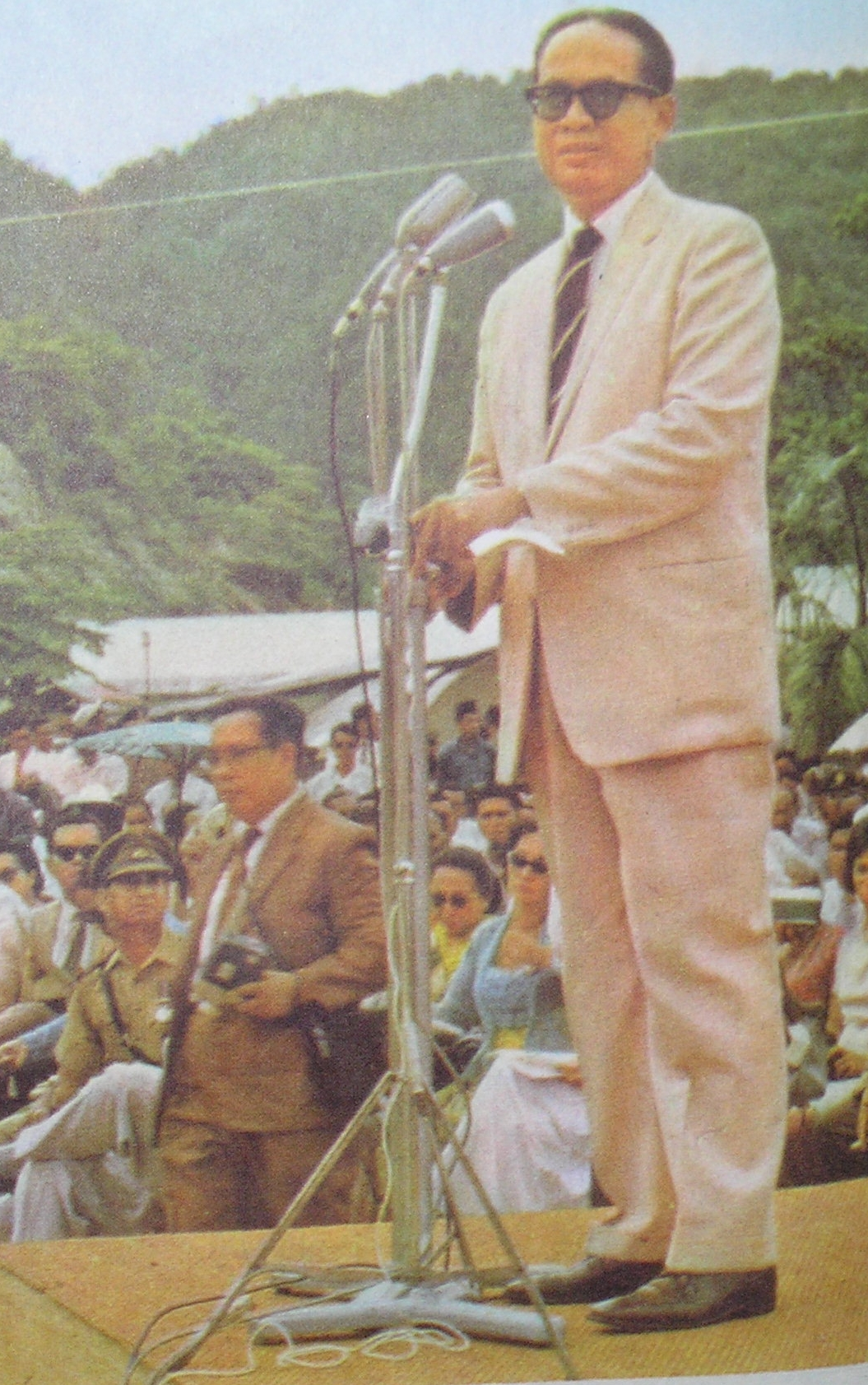
Außenminister Subandrio

Im Januar 1963 erklärte der indonesische Außenminister Subandrio offiziell die indonesische Ablehnung des Staates Malaysias. Würde Malaysia gegründet werden, so werde sein Land eine Politik der Konfrontation betreiben. Von diesem Ausspruch leitet sich der Name des Konfliktes ab. Präsident Sukarno äußerte später im Jahr, er werde Malaysia "roh hinunterschlingen" (Ganyang Malaysia).
Die indonesische Regierung entsandte im Januar 1963 Truppen in den indonesischen Teil Borneos, um Zivilisten militärisch zu schulen. Bei diesen Zivilisten handelte es sich teilweise um die Überreste der Putschistenmiliz aus Brunei, größtenteils jedoch um ethnische Chinesen aus Sarawak und Sabah, die aufgrund ihrer kommunistischen Geisteshaltung vor den Briten über die Grenze nach Indonesien geflohen waren. Die ersten 300 Milizen wurden von der indonesischen Eliteeinheit RPKAD, dem späteren Kopassus, ausgebildet und begannen ab Mitte April 1963 mit regelmäßigen Grenzüberschreitungen und Angriffen auf malaysische und britische Positionen. Die erste Operation war ein Angriff auf eine Polizeistation im Süden Sarawaks, bei dem ein britischer Soldat getötet wurde. Den größten Erfolg hatte die Milizengruppe im September 1963, unmittelbar vor der Gründung Malaysias, als bei einem Angriff auf einen britischen Außenposten im zentralen Sarawak fünf britische Soldaten getötet wurden. Auf die Bildung Malaysias hatten diese sehr punktuellen Aktionen jedoch nur geringe Auswirkungen und konnten nicht verhindern, dass am 16. September 1963 offiziell die Gründung des Staates Malaysias bekannt gegeben wurde. Am Tag darauf kappte Malaysia alle diplomatischen Beziehungen zu Indonesien.

## Verlauf

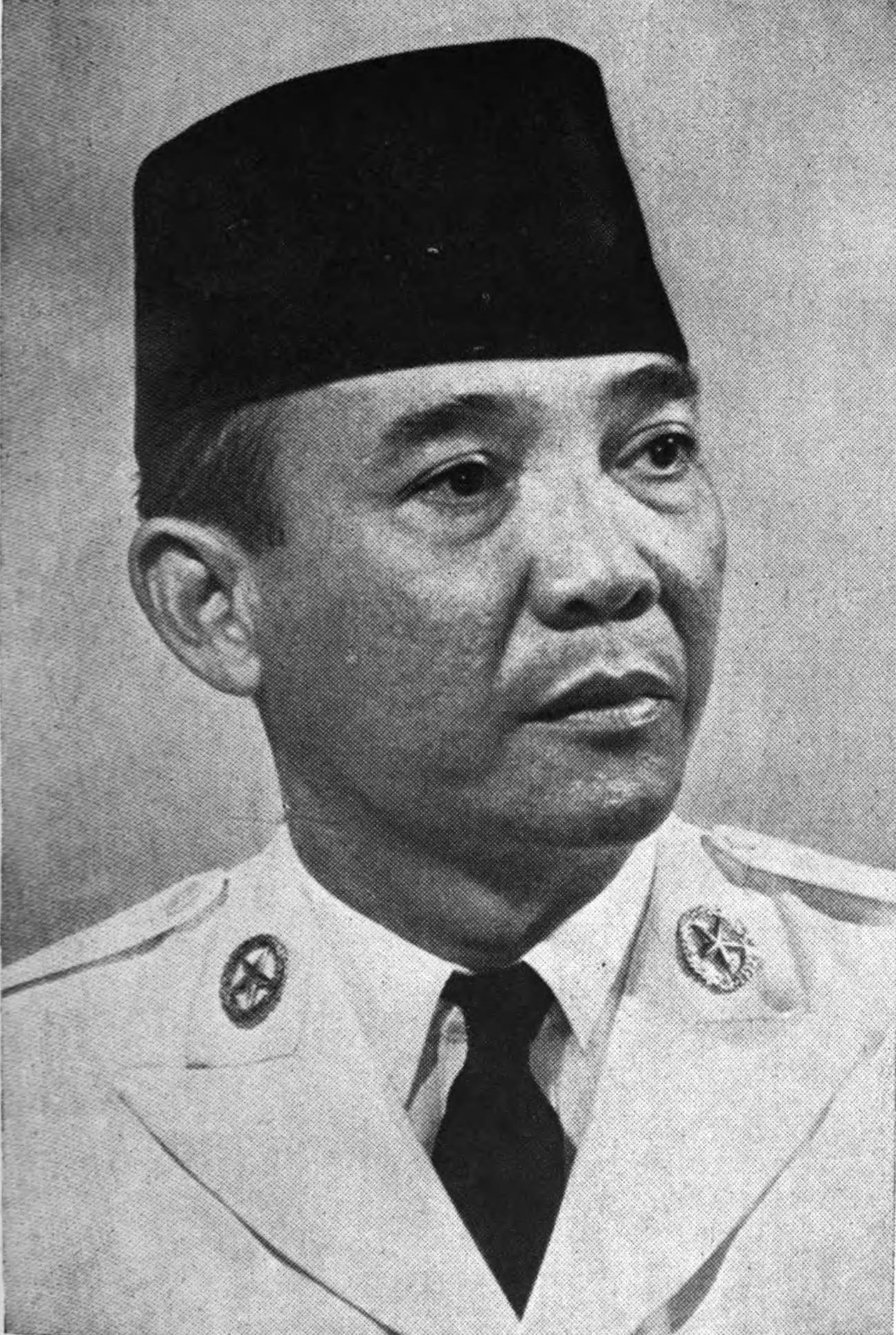
Sukarno

Nach der Gründung Malaysias erhöhte Indonesien die Intensität seiner Aktionen. Einheiten der indonesischen Marineinfanterie wurden an die Grenze zu Sabah verlegt, wo sie gemeinsam mit den ehemaligen Putschisten aus Brunei operierten, während das indonesische Heer Angriffe auf Sarawak übernahm. Die Operationen waren von unterschiedlichem Erfolg, nahmen jedoch nie eine Dimension an, die die Existenz Malaysias ernsthaft gefährdete.
Auf Drohungen der USA, Indonesien mit wirtschaftlichen Sanktionen zu bestrafen, sollte es seine Angriffe auf Malaysia nicht einstellen, reagierte Sukarno nicht, stattdessen ordnete er eine Intensivierung der Konfrontation an. Australien und Neuseeland entsandten Truppen nach Malaysia. Kleine Gruppen des indonesischen Militärs drangen immer wieder auf malaysisches Territorium ein und lieferten sich Gefechte mit Truppen des Commonwealth. Ein Höhepunkt der Konfrontation war eine Reihe von Kampfabsprüngen indonesischer Fallschirmjäger im malaysischen Bundesstaat Johor von August bis Oktober 1964, welche den Konflikt von Borneo auf die malaiische Halbinsel überspringen ließen. Im Dezember 1964 lieferte sich ein australisches Minenräumboot vor der Küste Singapurs einen Schusswechsel mit einem indonesischen Kriegsschiff.

## Ende

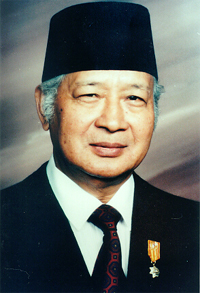
Suharto

Das Ende der Konfrontation kam mit innenpolitischen Entwicklungen in Indonesien, die wenig mit dem Konflikt mit Malaysia zu tun hatten. Im September 1965 fand in Jakarta ein Putschversuch gegen Sukarno statt, der zwar scheiterte, jedoch mittelfristig für Sukarnos Sturz sorgte. Suharto, General des indonesischen Militärs, hatte den Putsch niedergeschlagen und sich dabei gleichzeitig soviel Einfluss gesichert, dass er Sukarno aus dem Amt vertreiben und selbst Präsident Indonesiens werden konnte. 
Die Konfrontation war von diesen Entwicklungen zunächst wenig betroffen, so arbeitete das Militär hier nach wie vor mit kommunistischen Chinesen zusammen, während es im Rest des Landes gerade zu einem politisch motivierten Völkermord an den Chinesen Indonesiens kam. Da Suharto allerdings der Meinung war, der Konflikt mit Malaysia böte wenige Vorteile für Indonesien, arbeitete er auf ein Ende der Konfrontasi hin. Bereits seit Mai 1966 fanden heimliche Friedensgespräche zwischen dem Commonwealth und Indonesien statt, ein endgültiger Friedensvertrag wurde von indonesischen und malaysischen Delegierten am 11. August 1966 in Jakarta unterzeichnet.